# Thanks for the Memory
Thanks for the Memory ist ein US-amerikanisches Lied von Ralph Rainger (Musik) und Leo Robin (Text).

## Hintergrund
Thanks for the Memory wurde von Rainger und Robin für den Film The Big Broadcast of 1938 geschrieben. Die Filmversion wurde von Shep Fields and His Orchestra eingespielt und von Bob Hope und Shirley Ross gesungen.
Die beiden spielten im Film ein verheiratetes Paar, das kurz vor der Scheidung steht. Gegen Ende des Films singen sie dieses Lied, das von den Höhen und Tiefen ihrer Beziehung handelt. Die beiden schildern gemeinsame Urlaubsreisen, Streits, Geschenke, die sie einander gemacht haben, die jeweiligen Fehler des anderen, aber auch schöne Momente. Jede Aufzählung dieser Momente und damit auch fast jede Strophe wird durch die Phrase „Thanks for the Memory“ (dt. „Danke für diese Erinnerung“) eingeleitet. Damit wird sich wechselseitig rückversichert, dass letztlich jede Erinnerung, ob gut oder schlecht, wichtig und richtig war und man nun als gestandenes Paar ohne Streit auseinandergeht. Tatsächlich bleibt das Paar im Film aber danach zusammen.
Das Lied gewann bei der Oscarverleihung 1939 einen Oscar als Bester Song. Anschließend benutzte Hope das Lied als Signature Tune, das er mit verändertem Text in vielen verschiedenen Situationen anbrachte.
Das Lied wird oft mit Two Sleepy People verglichen, welches ebenfalls von Hope und Ross gesungen wird. Der Titel stammt aus dem Film Thanks for the Memory, der sich nach dem Lied benannte, um an seinen Erfolg anzuknüpfen. Two Sleepy People wurde allerdings von Hoagy Carmichael und Frank Loesser geschrieben.

## Coverversionen
Das Lied war Ende der 1930er/Anfang der 1940er sehr populär. Ein erstes Cover stammte von Dorothy Lamour, die ebenfalls in The Big Broadcast of 1938 mitspielte. Viele dachten daraufhin, dass sie Hopes Duettpartnerin gewesen wäre. Weitere Coverversionen waren:
- 1952:  Stan Getz auf dem Album Stan Getz Plays
- 1956: Bing Crosby auf dem Album Songs I Wish I Had Sung the First Time Around
- 1967: Ella Fitzgerald auf dem Album Whisper Not mit Unterstützung von Marty Paich und Orchester
- 1973: Harry Nilsson auf dem Album A Little Touch of Schmilsson in the Night
- 1979: Wayne Shorters Saxophonsolo auf dem Weather Report Live-Album 8:30
- 1981: Frank Sinatra auf dem Album She Shot Me Down
- 1983: Susannah McCorkle auf dem Album Thanks for the Memory – Songs of Leo Robin
- 1985: Rosemary Clooney auf dem Album Rosemary Clooney Sings Ballads
- 2001: Stacey Kent auf dem Album Dreamsville

Im Bereich des Jazz wurde der Song auch von Mildred Bailey, Ray Brown, Serge Chaloff, Erroll Garner, Rebecca Kilgore, Lee Konitz, Dave McKenna und von  Anita O’Day/Cal Tjader interpretiert.

## Parodien
- Marilyn Monroe beendete ihr Ständchen Happy Birthday, Mr. President für den US-amerikanischen Präsidenten John F. Kennedy 1962 mit einem Vers gesungen auf die Melodie von Thanks for the Memory: „Thanks, Mr. President/For all the things you’ve done/The battles that you've won/The way you deal with US Steel/And our problems by the ton/We thank you so much.“
- In einer Folge der Sitcom Golden Girls singt Estelle Getty einen Vers auf Medicare
- Connie Chung und ihr Ehemann Maury Povich singen das Lied in der letzten Folge der Talkshow Weekends with Maury and Connie.
- Judi Dench sang das Lied für Michael Parkinson in dessen letzter Show The Final Conversation.